# Agromyza lithospermi
Agromyza lithospermi är en tvåvingeart som beskrevs av Spencer 1963. Agromyza lithospermi ingår i släktet Agromyza och familjen minerarflugor. Inga underarter finns listade i Catalogue of Life.